# Volker Haucke
Volker Haucke (nascido em 29 de junho de 1968 em Berleburg, atualmente Bad Berleburg, Alemanha) é um bioquímico e biólogo celular. Ele é diretor do Leibniz-Forschungsinstitut für Molekulare Pharmakologie Berlin (FMP) Berlin e professor de farmacologia molecular no Instituto de Farmácia da Universidade Livre de Berlim.

## Biografia
Volker Haucke estudou bioquímica na Universidade Livre de Berlim e no Biozentrum da Universidade de Basileia (1989-1994) como pesquisador da Fundação Alemã de Mérito Nacional Studienstiftung des deutschen Volkes. Em 1997, ele recebeu um PhD ("summa cum laude") em bioquímica pela Universidade de Basel (Biozentrum) por seu trabalho no laboratório de Gottfried Schatz na maquinaria de importação de proteínas mitocondriais. Entre 1997 e 2000, foi bolsista de pós-doutorado no grupo de pesquisa Pietro De Camilli na Faculdade de Medicina da Universidade de Yale e no Instituto Médico Howard Hughes (HHMI), financiado por bolsas de longo prazo da Organização do Programa de Ciência da Fronteira Humana (HFSP) e da European Organização de Biologia Molecular (EMBO). Desde 2000, ele liderou um grupo de pesquisa independente financiado pela Deutsche Forschungsgemeinschaft no Centro de Bioquímica e Biologia Celular Molecular da Universidade de Göttingen. Em 2003, ele se tornou presidente do Departamento de Bioquímica de Membranas da Universidade Livre de Berlim. Desde 2007, ele é membro do NeuroCure Cluster of Excellence. Haucke foi porta-voz dos Centros de Pesquisa Colaborativa (SFB) 449 (Estrutura e Função dos Receptores Integrais de Membrana, 2008-2010) e 958 (Andaime de Membranas - Mecanismos Moleculares e Funções Celulares, 2011-2012, desde 2012). Desde 2012, Volker Haucke é diretor do Leibniz-Forschungsinstitut for Molekulare Pharmakologie (FMP) em Berlim e professor (W3-S) de farmacologia molecular na Freie Universität Berlin. No FMP, ele chefia o Departamento de Farmacologia Molecular e Biologia Celular. De 2008 a 2016, ele foi membro eleito do conselho de bioquímica da Fundação Alemã de Pesquisa (DFG) e de 2007 a 2012 membro do conselho editorial do Journal of Biological Chemistry. Atualmente, ele é membro do conselho editorial da EMBO Reports and Biology of the Cell, membro do conselho científico da plataforma de acesso aberto Matters, bem como membro da Faculdade 1000. Por seu trabalho, ele recebeu inúmeros prêmios. Desde 2014, Haucke é membro eleito da Organização Europeia de Biologia Molecular (EMBO) e desde 2017 membro da Academia Nacional de Ciências Leopoldina. Em 2017, ele recebeu o Prêmio Avanti da Sociedade Americana de Bioquímica e Biologia Molecular (ASBMB) e recebeu financiamento no âmbito do programa Reinhart-Koselleck do DFG. Volker Haucke é casado e tem duas filhas.

## Interesses de pesquisa
Volker Haucke e seu grupo estudam endocitose e exocitose, a captação de substâncias e sua liberação a partir de células através de vesículas ligadas à membrana, especialmente em células nervosas. Um outro foco de sua pesquisa é a elucidação dos mecanismos do tráfego intracelular de membranas no sistema endossômico e lisossômico e seu controle por lipídios específicos da membrana, os chamados fosfoinositídeos. Um foco específico de sua pesquisa é o desenvolvimento de ferramentas direcionadas a esses processos e o desenvolvimento de técnicas de microscopia de luz de alta resolução, com as quais esses processos podem ser visualizados diretamente nas células. Suas descobertas mais importantes incluem a dissecção dos mecanismos que controlam a reciclagem de vesículas sinápticas contendo neurotransmissores e o desenvolvimento dos primeiros inibidores seletivos dos processos de captação celular baseados em clatrina. Além disso, Volker Haucke e sua equipe conseguiram identificar lipídios de sinalização e as enzimas que os metabolizam que são de importância central para os processos de transporte celular e para a questão da identidade da membrana e, portanto, da função dos compartimentos intracelulares. A perda ou comprometimento da atividade ou função dessas enzimas pode resultar em doenças graves que variam de distúrbios musculares herdados via câncer a distúrbios neurológicos e neurodegenerativos.

## Afiliações científicas
- Membro e Pesquisador Principal, Exzellenzcluster EXC 257 NeuroCure
- Chair Fundador e Membro, SFB 958 Scaffolding of Membranes
- Membro, SFB 740 Functional Protein Modules
- Membro, Escola Internacional Helmholtz de Pesquisa Neurobiológica Molecular no Max-Delbrück-Zentrum Berlin (MDC)
- Membro, TransCard Research School at MDC
- Membro da Sociedade Americana de Biologia Celular, Bethesda, EUA (ASCB)
- Membro, Sociedade Americana de Bioquímica e Biologia Molecular (ASBMB)
- Membro da Sociedade de Neurociências, Washington DC (SFN)
- Membro, Federação das Sociedades Bioquímicas Europeias (FEBS)
- Membro da Sociedade Alemã de Bioquímica e Biologia Molecular, Frankfurt, (GBM)
- Membro da Sociedade Alemã de Biologia Celular (DGZ), Heidelberg

## Honras
- 2017 — Eleito Membro da Academia Nacional de Ciências da Alemanha, Leopoldina
- 2017 — Prêmio Avanti da Sociedade Americana de Bioquímica e Biologia Molecular (ASBMB) 2017
- 2016 — Prêmio Reinhart-Koselleck da Deutsche Forschungsgemeinschaft (DFG)
- 2014 — Membro eleito da Organização Europeia de Biologia Molecular (EMBO)
- 2003 — Prêmio Young Investigator (YIP), Organização Europeia de Biologia Molecular
- 1998 — Prêmio de Bolsas de Estudo de Longo Prazo, Human Frontier Science Program
- 1997 — Prêmio de Bolsas de Longo Prazo, Organização Europeia de Biologia Molecular
- 1994 — Membro da Boehringer Ingelheim
- 1993 — Dr. Carl-Duisberg-Scholar da Fundação
- 1990–1993 — Bolsista do Studienstiftung des deutschen Volkes

## Vídeo
- Vídeo sobre a pesquisa de Volker Haucke (Últimas ideias)